# Ingeborg Strangell
Sara Gertrud Ingeborg Strangell, född 4 november 1915 i Engelbrekts församling i Stockholm, död 8 september 2007 i Häggenås-Lit-Kyrkås församling, var en svensk målare och grafiker.
Hon var dotter till trävaruhandlaren Eric Strangell och Maria Magnusson, som vid tidpunkten för hennes födelse vistades i Stockholm. Strangell studerade vid Otte Skölds målarskola i Stockholm 1947 och för Endre Nemes och Paul Ekelund vid Valands målarskola i Göteborg 1954–1959. Separat ställde hon ut i bland annat Falkenberg och Östersund. Hon medverkade i Göteborgs konstförenings Decemberutställningar på Göteborgs konsthall och utställningen Ung grafik som visades i Lund 1959. Hon medverkade sedan slutet av 1940-talet i utställningar arrangerade av Jämtlands läns konstförening och Östersunds konstklubb och en stor retrospektiv utställning visades på Galleri S i Östersund 2008.
Hennes konst består av stilleben, figurer och landskapsskildringar i en lyrisk ton utförda som målningar samt etsningar och litografier. Bland hennes offentliga utsmyckningar märks arbeten för Storsjö-teatern, Hypoteksbanken i Östersund, Hälsocentralen i Lit, en vägtunnel i Östersund och utsmyckningar för Hemavans kapell. 
Efter hennes död bildades enligt testamentariskt förordnande Maria och Eric Strangells stiftelse för natur- och djurskydd.